# 양건 (골프 선수)
양건(1993년 9월 30일~)은 대한민국의 골프 선수이다. 